# Carmiooro-NGC
Carmiooro-NGC (código UCI: CMO), fue un equipo ciclista profesional, en su último año británico, de categoría Profesional Continental. Fundado en 2008 por Lorenzo Di Silvestro y Natale Bellotti. Los directores deportivos fueron Jean Philippe Duracka y Roberto Miodini.

## Biografía

### 2008: modesto equipo chipriota
El equipo solo consiguió dos victorias profesionales en modestas carreras de categoría 2: una etapa del Tour de Eslovaquia (por Fabio Terenzo) y una etapa del Tour de Japón (por Alexandre Aulas).

### 2009: internacionalización
De cara a disputar carreras de mayor nivel el equipo realizó una gran renovación de la plantilla realizando una serie de fichajes en las que destacaron Emanuele Sella y Francisco José Ventoso. Precisamente entre estos, junto a los fichajes de Jure Kocjan y Sergio Pardilla, se repartieron el total de las 16 victorias del equipo durante la temporada.

### 2010: ascenso de categoría
A pesar del ascenso a la categoría Profesional Continental, el equipo solo fue invitado a dos carreras del UCI World Calendar: Milán-San Remo y Giro de Lombardía, lo que provocó, en parte, su desaparición.
Sin embargo, sí tuvieron una destacada actuación en el UCI Europe Tour con 9 victorias que le auparon hasta la 5.º posición de ese ranking por equipos gracias, en gran parte, a los 2 corredores que se situaron en top ten (Sergio Pardilla fue 8.º y Francisco Ventoso ocupó la 9.ª posición) de esa clasificación. Resultados que no fueron suficientes para garantizar la continuidad del equipo.

## Material ciclista
El año de su creación utilizó bicicletas Wheeler y desde 2009 utilizó bicicletas De Rosa.

## Clasificaciones UCI
A partir de 2005 la UCI instauró los Circuitos Continentales UCI, donde el equipo estuvo desde que se creó en 2008 hasta el año de su desparición en 2010, registrado dentro del UCI Europe Tour. Estando en las clasificaciones del UCI America Tour Ranking, UCI Asia Tour Ranking y UCI Europe Tour Ranking. Las clasificaciones del equipo y de su ciclista más destacado son las siguientes:
| Año                      | Clasificación por equipos | Mejor corredor en la clasificación individual | Posición |
| 2007-2008 (America Tour) | 42.º                      | Paul Brousse                                  | 387.º    |
| 2007-2008 (Asia Tour)    | 41.º                      | Maxim Gourov                                  | 145.º    |
| 2007-2008 (Europe Tour)  | 71.º                      | Maxim Gourov                                  | 204.º    |
| 2008-2009 (Asia Tour)    | 10.º                      | Jure Kocjan                                   | 16.º     |
| 2008-2009 (Europe Tour)  | 13.º                      | Francisco Ventoso                             | 13.º     |
| 2009-2010 (Asia Tour)    | 8.º                       | Francisco Ventoso                             | 8.º      |
| 2009-2010 (Europe Tour)  | 5.º                       | Sergio Pardilla                               | 8.º      |

## Palmarés destacado
Para el palmarés completo, véase Palmarés del Carmiooro-NGC
- Tour de Hainan: 2009 (Francisco Ventoso)
- París-Corrèze: 2009 (Francisco Ventoso)
- Gran Premio Bruno Beghelli: 2009 (Francisco Ventoso)
- París-Bruselas: 2010 (Francisco Ventoso)
- Vuelta a la Comunidad de Madrid: 2010 (Sergio Pardilla)

## Principales ciclistas
Para las plantillas completas véase:Plantillas del Carmiooro-NGC
- Fran Ventoso
- Sergio Pardilla
- Maxim Gourov
- Jure Kocjan
- Emanuele Sella
- Andrea Tonti